# Martine Fougère
Pour les articles homonymes, voir Fougère (homonymie).
Martine Fougère est une actrice française.

## Biographie
Martine Fougère a été la principale interprète du film d'André Zwobada, Une étoile au soleil, sorti en 1943. Ce fut son seul rôle au cinéma : « Bons débuts de Martine Fougère », note Le Film. Philippe d'Hugues évoque à l'occasion d'une note sur ce film  « Martine Fougère, nouvelle venue ravissante qu'on ne revit jamais (pourquoi ?) ». Jacques Siclier souligne quant à lui la « beauté provocante de Martine Fougère, étoile filante qu'on ne revit jamais ».
Au moment de la sortie du film, Guy de la Palme écrit dans le magazine Vedettes : « Enfin Une étoile au soleil a le mérite de nous révéler le talent d'une jeune comédienne pleine de promesse : Martine Fougère ? Elle a conservé - sans doute par fétichisme - son nom dans ce premier film, avec l'espoir qu'il lui portera chance ».
Roger Régent voit quant à lui en Martine Fougère une actrice «  ravissante, d'une beauté à vrai dire assez fabriquée et provocante ».

## Filmographie
- 1943 : Une étoile au soleil d'André Zwobada : Martine